# Căușeni
Căușeni (ryska: Каушаны) är en distriktshuvudort i Moldavien. Den ligger i distriktet Raionul Căușeni, i den sydöstra delen av landet. Căușeni ligger 32 meter över havet och antalet invånare är 21 690.
Terrängen runt Căușeni är huvudsakligen lite kuperad. Căușeni ligger nere i en dal.  Trakten runt Căușeni består till största delen av jordbruksmark.